# Aappilattoq, Kujalleq
För Aappilattoq i Qaasuitsup kommun, se Aappilattoq, Qaasuitsup.
Aappilattoq, med den äldre stavningen Augpilagtoq, är en ort i Kujalleqs kommun på södra Grönland ungefär 50 km från Grönlands sydligaste punkt Kap Farvel. Orten hade 113 invånare 2015, men antalet varierar delvis på säsong. År 1994 bodde som mest 206 personer i byn. Byförman är Hans Levisen, som sitter i det gemensamma byrådet för orterna Aappilattoq, Narsarmijit och Tasiusaq.
Området är mycket naturskönt med sina fjordar, berg och klippor.